# Sycophila megastigmoides
Sycophila megastigmoides är en stekelart som beskrevs av Walker 1871. Sycophila megastigmoides ingår i släktet Sycophila och familjen kragglanssteklar. Inga underarter finns listade i Catalogue of Life.